# 権利義務取締役
権利義務取締役（けんりぎむとりしまりやく）または取締役権利義務者（とりしまりやくけんりぎむしゃ）とは、取締役を退任後もなお取締役としての権利を有し義務を負う者である。任期満了または辞任により、会社法または定款で定める取締役の員数が欠けた場合に、その任期満了又は辞任した取締役がこれにあたる。期間は、新たな取締役または一時取締役が就任するまでである。
権利義務取締役の負う権利義務や職務権限は、取締役のそれと全く同じである。法による強制規定であるので、権利義務取締役の辞任や解任はできないとするのが多数説となっており、判例もこれを支持している。また、権利義務取締役である間は退任登記はできない。退任登記は後任の取締役の就任登記後またはそれと同時に行うことになるが、退任日として登記されるのは実際に任期満了または辞任により退任した日である。
取締役以外の役員（会計参与や監査役）に欠員が生じた場合も同様である。これらも含めて権利義務役員または役員権利義務者という。日本の会社法での表記は「役員としての権利義務を有する」者である。また、会計監査人や執行役に欠員が生じた場合も同様である。

## 権利義務取締役となる者
権利義務取締役となるのは、任期満了または辞任によって退任した者のみである。この退任によって、会社法または定款で定める取締役の員数が欠けた場合に、その退任取締役が権利義務取締役となる。複数の取締役が退任した場合は、たとえ一部が残るだけで員数を満たすとしても、同時に退任した取締役全員が権利義務取締役となる。また、新たな取締役または一時取締役が就任したとしても、それによって所定の員数を満たさない場合は、全員が引き続き権利義務取締役となる。この場合、権利義務取締役と新たな取締役、一時取締役の総数が、定款で定める員数の上限を超えても問題ないと考えられている。

## 権利義務取締役とならない者
任期満了または辞任以外の理由で退任した取締役は権利義務取締役とはならない。これは、死亡の場合は不可能であるため、欠格事由に該当する場合は不適切であるため、会社の解散の場合は不必要であるためである。解任の場合も、解任された取締役と会社との信頼関係は失われていると考えられることから権利義務取締役とはならない。
また、あらかじめ補欠取締役が選任されている場合、補欠取締役の就任により必要な員数を満たすことができるならば、退任取締役が権利義務取締役となることはない。